# Bjarne Geiss
Bjarne Geiss (* 29. November 1997 in Neumünster) ist ein deutscher Badmintonspieler.

## Laufbahn
Bjarne Geiss begann im Alter von fünf Jahren mit dem Badminton bei Blau-Weiss Wittorf Neumünster. Bereits mit 13 Jahren zog er in das Sportinternat des Olympiastützpunktes Hamburg/Schleswig-Holstein in Hamburg. Mit 16 Jahren gab er am 22. Februar 2014 sein Debüt in der 2. Badminton-Bundesliga für Wittorf. 2018 gelang der Aufstieg in die 1. Bundesliga, 2022 die erstmalige Teilnahme an den Play-offs.
Bei der Mannschaftseuropameisterschaft 2020 gewann Geiss seine beiden Einsätze mit Jan Colin Völker in der Vorrunde, im Viertelfinale scheiterte das Team am späteren Sieger Dänemark. 2022 nahm der Doppel- und Mixed-Spezialist mit der deutschen Nationalmannschaft am Thomas Cup teil. Geiss verlor mit Völker das Auftaktspiel gegen Indien sowie mit Daniel Hess das zweite Spiel gegen Taiwan, Deutschland landete nach dem abschließenden Sieg über Kanada auf dem 13. Platz bei 16 Mannschaften. Bei der Badminton-Weltmeisterschaft 2022 erreichte er mit Jan Colin Völker die zweite Runde im Herrendoppel.

## Erfolge
| Jahr | Veranstaltung                                 | Platz | Disziplin     | Partner/Verein        |
| 2012 | Deutsche Mannschaftsmeisterschaft U15         | 1.    | Mannschaft    | BW Wittorf-Neumünster |
| 2012 | Deutsche Einzelmeisterschaft U15              | 1.    | Mixed         | Yvonne Li             |
| 2012 | Deutsche Einzelmeisterschaft U15              | 1.    | Jungen-Doppel | Daniel Seifert        |
| 2013 | Norddeutsche Einzelmeisterschaft U17          | 1.    | Jungen-Einzel |                       |
| 2014 | Norddeutsche Einzelmeisterschaft U17          | 1.    | Jungen-Einzel |                       |
| 2014 | Norddeutsche Einzelmeisterschaft U17          | 1.    | Jungen-Doppel | Daniel Seifert        |
| 2014 | Deutsche Einzelmeisterschaft U17              | 1.    | Mixed         | Yvonne Li             |
| 2014 | Deutsche Einzelmeisterschaft U17              | 1.    | Jungen-Doppel | Daniel Seifert        |
| 2015 | Deutsche Einzelmeisterschaft U19              | 1.    | Jungen-Doppel | Daniel Seifert        |
| 2015 | Belgian Juniors                               | 1.    | Herrendoppel  | Jan Colin Völker      |
| 2016 | Deutsche Einzelmeisterschaft U19              | 1.    | Jungen-Doppel | Jan Colin Völker      |
| 2016 | Deutsche Juniorenmeisterschaft                | 1.    | Mixed         | Eva Janssens          |
| 2016 | Deutsche Mannschaftsmeisterschaft U19         | 1.    | Mannschaft    | BW Wittorf-Neumünster |
| 2017 | Deutsche Juniorenmeisterschaft                | 1.    | Herrendoppel  | Johannes Pistorius    |
| 2018 | 2. Badminton-Bundesliga                       | 1.    | Mannschaft    | BW Wittorf-Neumünster |
| 2018 | KaBaL International                           | 1.    | Herrendoppel  | Jan Colin Völker      |
| 2018 | St. Petersburg White Nights                   | 1.    | Herrendoppel  | Jan Colin Völker      |
| 2019 | Deutsche Juniorenmeisterschaft                | 1.    | Herrendoppel  | Patrick Scheiel       |
| 2019 | Deutsche Juniorenmeisterschaft                | 1.    | Mixed         | Stine Küspert         |
| 2019 | Deutsche Badmintonmeisterschaft 2019          | 3.    | Herrendoppel  | Jan Colin Völker      |
| 2019 | Italian International                         | 1.    | Herrendoppel  | Jan Colin Völker      |
| 2020 | Deutsche Badmintonmeisterschaft 2020          | 1.    | Herrendoppel  | Jan Colin Völker      |
| 2022 | Deutsche Badmintonmeisterschaft 2022          | 2.    | Herrendoppel  | Daniel Hess           |
| 2022 | Deutsche Badmintonmeisterschaft 2022          | 1.    | Mixed         | Emma Moszczynski      |
| 2023 | Deutsche Badmintonmeisterschaft 2023          | 2.    | Herrendoppel  | Jan Colin Völker      |
| 2023 | Welsh International                           | 1.    | Herrendoppel  | Jan Colin Völker      |
| 2024 | Deutsche Badmintonmeisterschaft 2024          | 1.    | Herrendoppel  | Jan Colin Völker      |
| 2024 | Badminton-Mannschaftseuropameisterschaft 2024 | 3.    | Mannschaft    | Deutschland           |
| 2025 | Deutsche Badmintonmeisterschaft 2025          | 2.    | Herrendoppel  | Jan Colin Völker      |
| 2025 | Portugal International                        | 1.    | Herrendoppel  | Jan Colin Völker      |

## Privates
Bjarne Geiss stammt aus einer Badminton-Familie. Bereits seine Eltern spielten bei Blau-Weiss Wittorf Neumünster, seine ältere Schwester kommt als Reservespielerin zu Einsätzen in der 1. Badminton-Bundesliga und sein jüngerer Bruder ist Teil der Verbandsliga-Mannschaft. Neben seiner sportlichen Laufbahn studiert er Betriebswirtschaftslehre.